# Walter Isard
Walter Isard (Philadelphia, Pennsylvania, 1919.), istaknuti američki ekonomist i glavni osnivač discipline regionalne znanosti, te jedan od glavnih osnivača discipline irenologije (mirovne znanosti).

## Život i doprinos
Rođen 1919. godine u filadelfijskoj kvekerskoj obitelji, Isard je diplomirao na Sveučilištu Temple u dobi od 20 godina. Otišao je zatim na Sveučilište Harvard gdje je studirao kod Alvina Hansena i Abbotta Ushera koji su potaknuli njegovo zanimanje za lokacijsku teoriju. Isard je 1941. napustio Harvard bez stjecanja akademskog stupnja, te otišao na Sveučilište u Chicagu gdje je studirao kod Franka H. Knighta, Oscara Langea i Jacoba Vinera. Godine 1942. Isard se zaposlio u National Resources Planning Bord u Washingtonu, D.C., istovremeno dovršivši svoju disertaciju o ciklusima gradnje i razvoju prometa. Kao kveker nije sudjelovao u ratu zbog prigovora savjesti, pa je umjesto vojne službe radio kao domar u javnoj duševnoj bolnici. U tom je razdoblju preveo na engleski djela nekih glavnih njemačkih lokacijskih teoretičara. Kako se tada fokusirao uglavnom na pitanje lokacije, Isard je 1945. izabran za izvanrednog profesora na Harvardu, te je napravio nekoliko radova o lokaciji američke čelične industrije kao i nekolio radova o troškovima i koristima atomske energije.
Isard je na Harvardu bio dobar poznanik s Wassilyjem Leontiefom kojemu je pomogao primijeniti njegovu ideju modela ulaznih i izlaznih jedinica na lokalnu ekomoniju. Između 1949. i 1953. Isard je radio na Harvardu kao pridruženi istraživač, te je držao kolegij, kojeg je sam osmislio, o lokacijskoj teoriji i regionalnom razvoju. Kroz taj kolegij i kroz rasprave s drugim ekonomistima Isard je uspio privući mnoge znanstvenike na ta područja. Već je 1948. godine Američko ekonomsko udruženje na svojoj godišnjoj konferenciji organiziralo sjednice o regionalnom razvoju. Na susretu Američkog ekonomskog udruženja 1950. godine Isard se susreo s 26 ekonomista istomišljenika i došao je na jasniju ideju o tome kako bi novo područje regionalne znanosti trebalo izgledati: bilo bi interdisciplinarno i zahtijevalo bi nove koncepte, podatke i tehnike. Zbog svoje potpore u razvoju regionalne znanosti Isard se našao u centru mreže znanstvenika iz ekonomije, urbanog planiranja, politologije i sociologije.
Godine 1953. Isard je prešao na MIT gdje je preuzeo položaj na Katedri za urbano i regionalno planiranje. Upravo se u vremenu njegova boravka na MIT-u naziv regionalna znanost utvrdio kao naziv novog područja. Godine 1954. osnovano je Regionalno znanstveno udruženje s Isardom kao prvim predsjednikom, a poslije i počasnim predsjednikom. Godine 1956. Isard je napustio MIT i otišao na Sveučilište u Pennsylvaniji privučen mogućnošću vođenja nove Katedre za regionalnu znanost na kojoj se mogao steći doktorski stupanj. Isard je djelovao brzo kako bi regionalnu znanost učinio široko priznatom, te je objavio tri važne knjige u sljedeće četiri godine: Location and Space Economy (1956.), Industrial Complex Analysis and Regional Development (1959.) i Methods of Regional Analysis (1960.). Godine 1956. pomogao je u osnivanju Instituta za istraživanje regionalne znanosti na Sveučilištu u Pennsylvaniji, a 1958. u pokretanju prvog i najistaknutijeg časopisa u novom području Journal of Regional Science. Godine 1960. Isard je radio na širenju regionalne znanosti na Europu, a 1962. pomogao je uspostaviti regionalna znanstvena udruženja za Latinsku Ameriku i Istočnu Aziju.
Godine 1963. Isard je okupio grupu znanstvenika u Malmöu, Švedska radi osnivanja Društva za istraživanje mira. Godine 1973. ova je grupa postala Društvo za znanost o miru. Poput regionalne znanosti na irinologiju ili znanost o miru gledalo se kao na interdiciplinarno područje i međunarodni pokušaj razvoja posebnog skupa koncepata, tehnika i podataka. Godine 1977. Isard je odstupio s položaja pročelnika katedre za regionalnu znanost na Sveučilištu u Pennsylvaniji kako bi više vremena posvetio irinologiji, te je 1979. otišao na Cornellovo sveučilište. Godine 1985. Isard je izabran za člana Odjela ekonomskih znanosti Nacionalne akademije znanosti.

## Izabrane knjige
- Isard, Walter. 1952. Atomic Power, an Economic and Social Analysis; a Study in Industrial Location and Regional Economic Development. New York: Blakiston.
- Isard, Walter. 1956. Location and Space-economy; a General Theory Relating to Industrial Location, Market Areas, Land Use, Trade, and Urban Structure. Cambridge: Published jointly by the Technology Press of Massachusetts Institute of Technology and Wiley.
- Isard, Walter. 1957. Municipal Costs and Revenues Resulting from Community Growth. Wellesley, Mass: Chandler-Davis Publ. Co.
- Isard, Walter. 1959. Industrial Complex Analysis and Regional Development; a Case Study of Refinery-petrochemical-synthetic-fiber Complexes and Puerto Rico. Cambridge: Technology Press of the Massachusetts Institute of Technology.
- Isard, Walter. 1960. Methods of Regional Analysis; an Introduction to Regional Science. Cambridge]: Published jointly by the Technology Press of the Massachusetts Institute of Technology and Wiley, New York.
- Isard, Walter. 1969. General Theory: Social, Political, Economic, and Regional, with Particular Reference to Decision-making Analysis. Cambridge, Mass: M.I.T. Press.
- Isard, Walter. 1971. Regional Input-output Study: Recollections, Reflections, and Diverse Notes on the Philadelphia Experience. Cambridge, Mass: MIT Press.
- Isard, Walter. 1975. Introduction to Regional Science. Englewood Cliffs, N.J: Prentice-Hall.
- Isard, Walter. 1972. Ecologic-economic Analysis for Regional Development; Some Initial Explorations with Particular Reference to Recreational Resource Use and Environmental Planning. New York: Free Press.
- Peace Research Society (International). 1969. Vietnam: Some Basic Issues and Alternatives. Cambridge, Mass: Schenkman Pub. Co.